# Поетичний реалізм
Поетичний реалізм (фр. Réalisme poétique, англ. Poetic realism) — художній напрям у європейському, в основному у французькому кінематографі. Найбільшої виразності і затребуваності досяг у другій половині 1930-х років — першій половині 1940-х років. В основу напряму покладено поетично піднесене відображення життя і побуту середніх і нижчих класів суспільства описуваного періоду. Головними виразниками ідей поетичного реалізму прийнято вважати поета і драматурга Жака Превера, режисерів Жана Ренуара, Жана Віґо, Жульєна Дювів'є, Жака Беккера, Марселя Карне, П'єра Шеналя.
Термін «поетичний реалізм» був запроваджений у вжиток істориком кіно Жоржем Садулем, однак неодноразово заперечувався іншими істориками, які вважали, що реалізм, як його розумів Золя (натуралізм), не поєднується із поетизацією дійсності. Ряд критиків кіно на чолі з письменником П'єром Мак-Орланом використали для назви напряму термін «соціальна фантастика». Сьогодні обидва терміни співіснують.

## Історія розвитку і художні особливості
Корені поетичного реалізму розташовані у виразних засобах і художніх прийомах вже розвиненого до початку 1930-х років експериментального кінематографу і, зокрема, авангардного кіно Франції. Кінематографісти Німеччини, Італії, СРСР повністю залежали від політичної цензури, кіно Великої Британії, в силу мовної сумісності, було наповнено комерційною продукцією США і задовольнялося невисокою квотою присутності своїх розважальних фільмів. В період наростання впливу італійського фашизму, іспанського фалангізму і німецького націонал-соціалізму, в умовах слабкості власного уряду, французькі кінематографісти звернулися до теми героїзації «простої» людини, персонажу з народу. Ідеї напряму були підтримані лідерами Народного фронту, особливо французькими комуністами (у 1936 році було створено Об'єднання директорів кінотеатрів Народного фронту для пропаганди і просування національних прогресивних кінофільмів). Режисери, які працювали у напрямі поетичного реалізму, розділяли загальні художні погляди, але ніколи не були формально об'єднані в які-небудь творчі групи.
На відміну від соціального реалізму, документального кіно, для поетичного реалізму характерне «відтворення» реальності, у тому числі шляхом широкого використання павільйонних зйомок. Поетизація дійсності відбивалася підвищеним естетизмом виразних прийомів, важливістю для авторів зовнішніх аспектів подання твору. Сюжет часто фантастичний. У першій половині 1930-х років автори, яких умовно можна віднести до напряму поетичного реалізму, працювали як в жанрі драми («Вулиця без імені», 1934 рік; «Пансіон „Мімоза“», 1935 рік), так і в жанрі комедії («Маріус», 1931 рік; «Героїчна кермесса», 1935 рік). З наростанням політичної напруженості в Європі світогляду героїв стрічок став властивий фаталізм, який в часи окупації Франції посилився настроями ностальгії, приреченості і безвиході («День починається», 1939 рік). Допустимий умовний канон побудови сюжету фільму. Головний герой — в широкому сенсі ізгой: безробітний, дезертир, злочинець, — який у момент досягнення нижчої точки падіння отримує останній шанс на взаємну любов і розуміння. У більшості випадків жорстокість реального життя руйнує можливість щастя.
|  | Я не песиміст. Я не маніяк «чорного» фільму. Але фільми, які я знімаю, завжди певною мірою відбивають теперішній момент. Роки, що передували початку війни, не відрізнялися особливим оптимізмом. Світ ось-ось повинен був розвалитися, і ми смутно усвідомлювали це... |

Марсель Карне
Італійський письменник і критик П'єтро Паоло Тромпео запропонував розглядати поетичний реалізм в кіно як третю фазу натуралізму: перша — літературна творчість Золя, Гі де Мопассана, Альфонса Доде та ін., друга — натуралістична драма театру Антуана, драматургія Ібсена. «Третя фаза — це кінематограф, який намагається з максимальною переконливістю відтворити ті риси дійсності, які Бодлер називав „фантастичними реаліями життя“».
Елементи стилістики «поетичного реалізму» міцно ввійшли до художнього арсеналу французького і світового кіно, а сам напрям значно вплинув на формування Нової хвилі у Франції і Неореалізму в Італії.

## Видатні представники
- Олександр Корда
- Марсель Паньоль
- Жак Фейдер
- П'єр Шеналь
- Жан Віґо
- Жан Ренуар
- Жульєн Дювів'є
- Марсель Карне
- Лукіно Вісконті
- Іван Пир'єв